# Volkswagen Arena
Die Volkswagen Arena ist ein Fußballstadion in der niedersächsischen Großstadt Wolfsburg. Es wurde 2002 eröffnet und ist nach dem Automobilkonzern Volkswagen AG benannt. Die Volkswagen Arena bietet 28.917 Plätze, davon 23.568 Sitzplätze und 5.349 variable Stehplätze. Zu internationalen Partien können sie zu insgesamt 26.155 Sitzplätzen umgewandelt werden. Der Gästeblock verfügt über 1.886 Sitz- und 900 Stehplätze. Sie liegt im Allerpark und ist die Heimspielstätte des Fußballvereins VfL Wolfsburg.

## Geschichte
1997 stieg der VfL Wolfsburg in die Fußball-Bundesliga auf. Darauf verstärkte unter anderem der Volkswagen-Konzern sein Engagement für den Verein. Bereits Ende 1997 kam die Errichtung eines neuen Stadions ins Gespräch, da das VfL-Stadion am Elsterweg den Anforderungen der Bundesliga nicht mehr gerecht wurde. 2001 begannen schließlich die Bauarbeiten, das Objekt wurde zunächst als „Arena an der Berliner Brücke“ bezeichnet. Die Kosten des neuen Stadions wurden zu diesem Zeitpunkt mit 99,8 Millionen Mark beziffert. Bauherrin der Volkswagen Arena war die Wolfsburg AG, an der Stadt und der Volkswagen-Konzern jeweils zur Hälfte beteiligt sind. Mit Baubeginn der Arena wurden auch weitere Vorhaben in den Bereichen Freizeit und Erholung im Allerpark realisiert, unter anderem das BadeLand Wolfsburg. Das Richtfest des Stadions fand im Mai 2002 statt. Abgeschlossen wurden die Arbeiten nach insgesamt 19 Monaten Bauzeit im Dezember 2002.
Die offizielle Eröffnung war am 13. Dezember 2002. Die Kosten des Stadions beliefen sich auf insgesamt 53 Millionen Euro. Der Kicker bezeichnete die Volkswagen Arena als „Tempel mit Glasfassade“. Andere Medien brachten die Eröffnung insbesondere mit den Ambitionen des VfL auf die Champions League in Verbindung. Die Zahl der Zuschauer bei Heimspielen stieg in der Rückrunde der Saison 2002/2003 signifikant an. Das erste Fußballspiel im Stadion wurde zwischen dem VfL und dem VfB Stuttgart ausgetragen. Im April 2003 war die Volkswagen Arena für die Partie gegen Hannover 96 erstmals ausverkauft. Das erste Länderspiel fand zwischen Deutschland und Kanada im Juni statt. In den folgenden Jahren wurde das Stadion auch für Konzerte genutzt, zum Beispiel von Herbert Grönemeyer (2003), Anastacia (2005) oder Elton John (2006). Die Feier anlässlich 25 Millionen ausgelieferter VW Golf führte man ebenfalls in der Volkswagen Arena durch.
2008 verzeichnete die Volkswagen Arena einen Zuschauerrekord. Im selben Jahr entstand im Nordwesten des Stadions ein dreistöckiges Fanhaus. In den folgenden Jahren nahm man im Stadion und an den Außenflächen immer wieder Veränderungen vor, beispielsweise wurde 2009 ein neuer Trainingsplatz gebaut. Im Jahr 2012 erneuerte man unter anderem die Logen. Die größte Erweiterung in unmittelbarer Nähe der Volkswagen Arena wurde aber im Mai 2013 begonnen. Neben der Arena errichtete man das AOK Stadion. Dieses dient unter anderem der Frauen- und den Nachwuchsmannschaften des VfL Wolfsburg. Auf drei Etagen entstand unter dem Namen VfL-Center ein neues Trainingszentrum für die Profifußballer, das von einigen Fans aber zunächst kritisiert wurde.
Durch den Umzug der Fußballspieler von der Volkswagen Arena ins VfL-Center wurde im Stadion unter anderem Platz für eine Kapelle geschaffen. Mit der 2015 eröffneten VfL-Fußballwelt entstand in unmittelbarer Nähe zur Volkswagen Arena eine interaktive Ausstellung über den VfL Wolfsburg, die auf das „Fußball-Museum“ des Vereins aus dem Jahr 2004 zurückgeht. Im Jahr 2022 wurde die VfL-Fußballwelt wegen sinkender Besucherzahlen dauerhaft geschlossen.

## Charakteristika

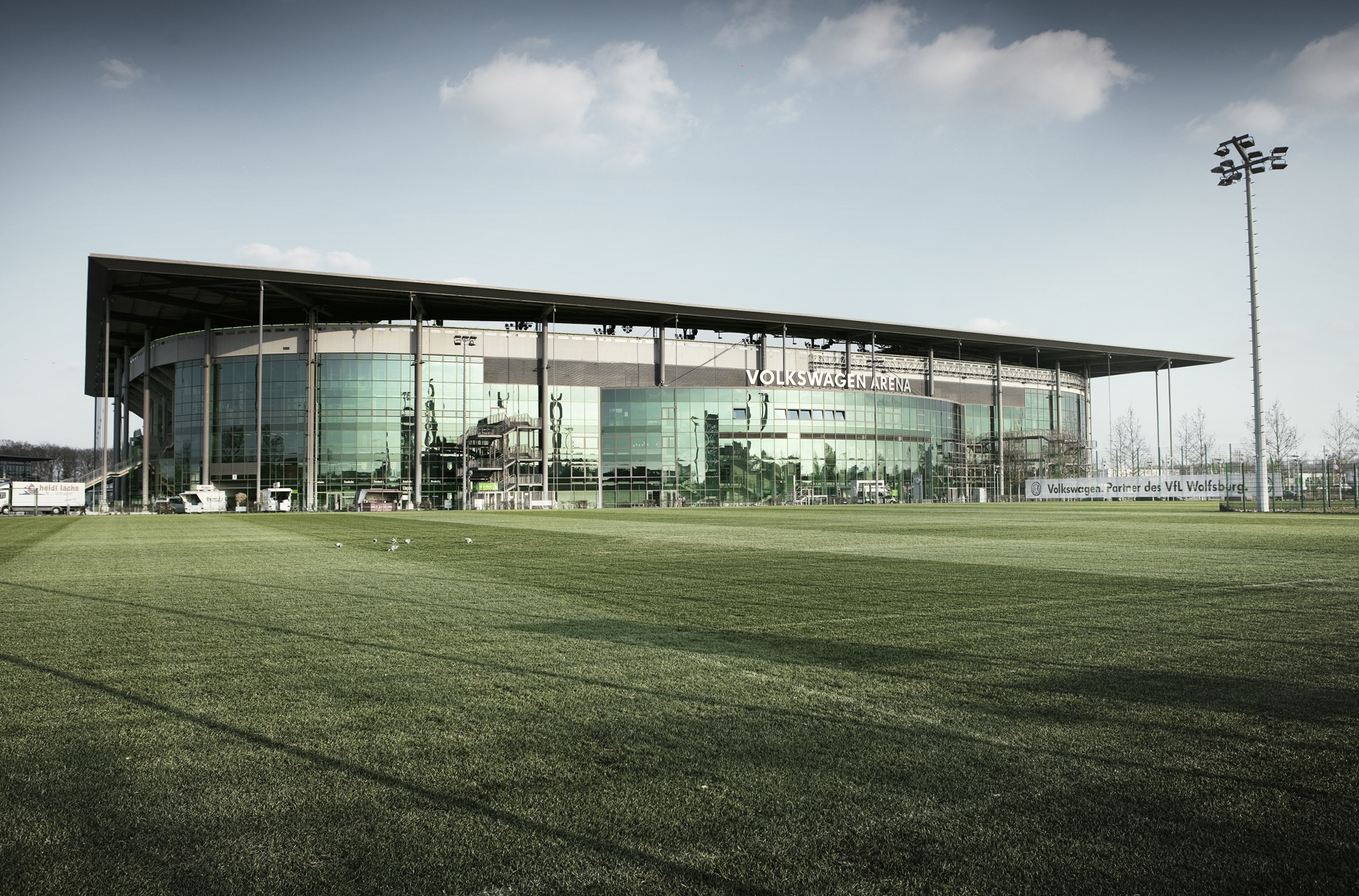
Fassade der Volkswagen Arena (2012)

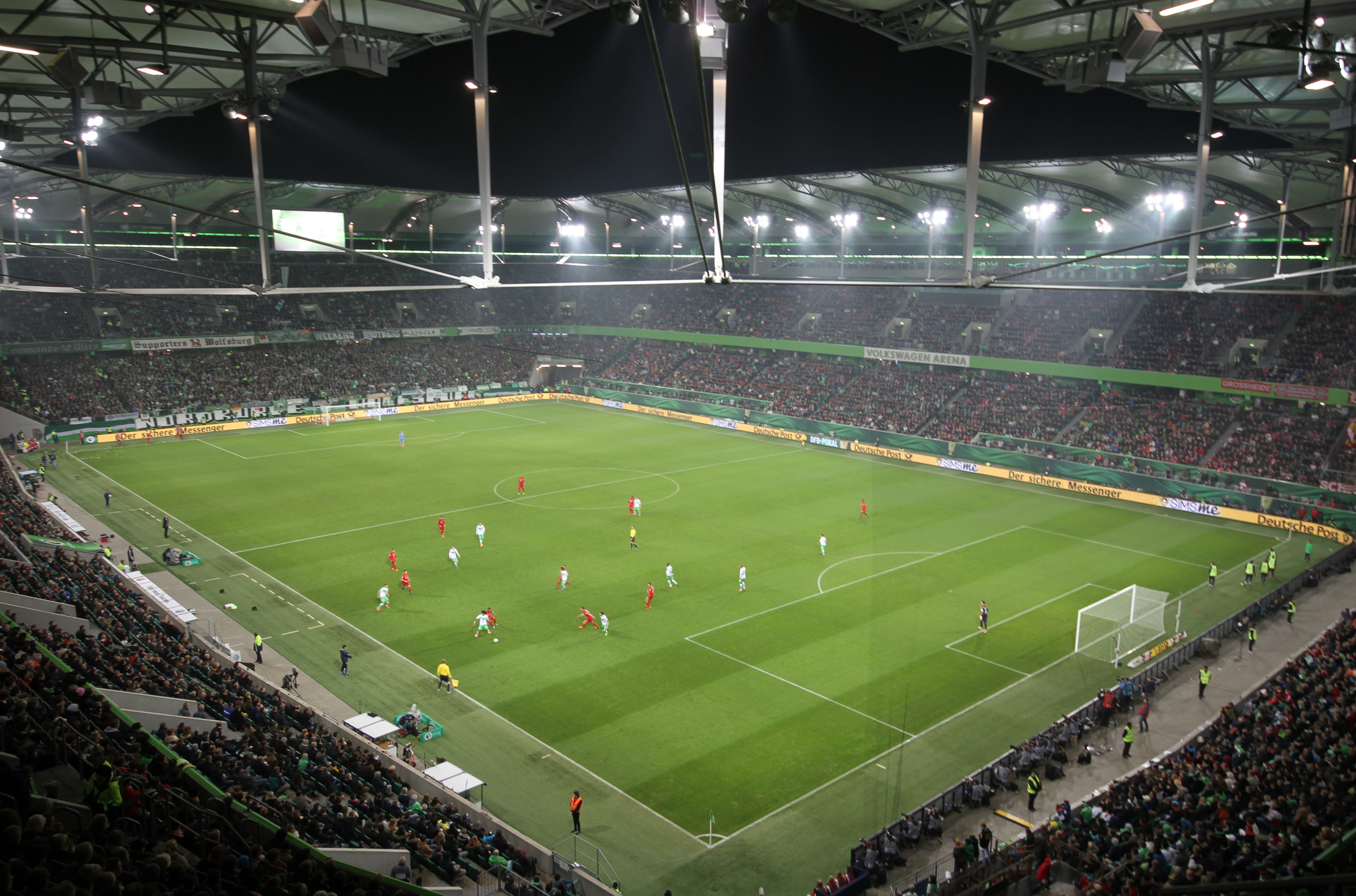
Innenraum der Volkswagen Arena (2015)

Das auffälligste Merkmal ist das filigrane Dach. Dieses wurde als fachwerkgestützte Membrankonstruktion ausgeführt. 32 Radialbinder von 40 Metern Länge bilden das Tragsystem für die feuerfeste und 15.000 Quadratmeter große PVC-Membran. Diese ist lichtdurchlässig und soll dadurch sowohl die Atmosphäre im Stadion für die Zuschauer verbessern, als auch das natürliche Wachstum des Rasens unterstützen.

### Plätze

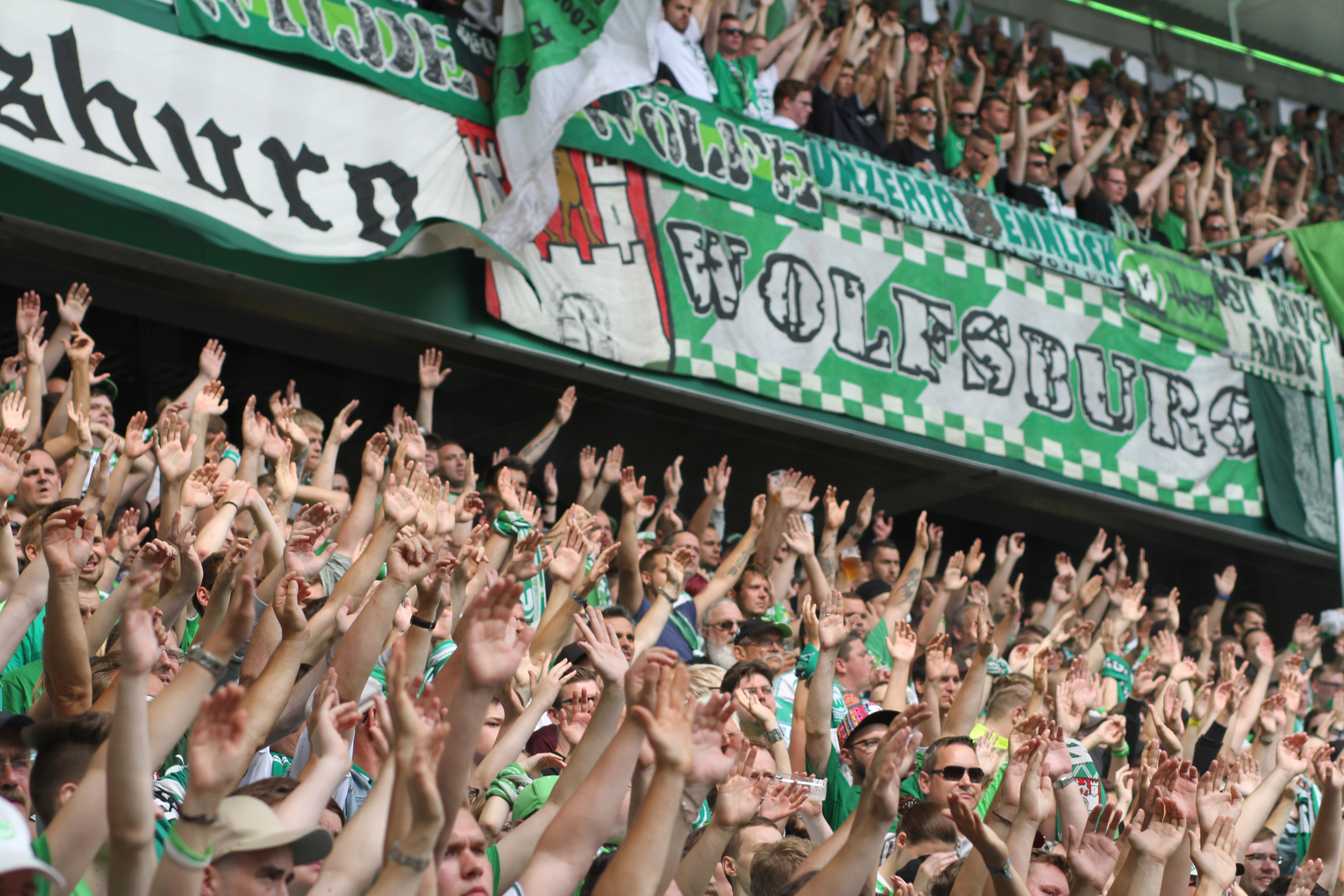
Ober- und Unterrang der Arena (2015)

Die Volkswagen Arena ist ein komplett zweirangiges Stadion mit umlaufender Promenade. Der Unterrang weist einen Neigungswinkel von rund 25 Grad auf, der Oberrang etwa 40 Grad. Die Grundfläche des gesamten Areals beträgt rund 115.000, die Grundfläche des Stadions rund 28.000 Quadratmeter. Die Volkswagen Arena verfügt über 28.917 Plätze, davon sind 23.568 Sitzplätze und 5349 variable Stehplätze. Für internationale Partien stehen insgesamt 26.155 Sitzplätze bereit. Der Gästeblock der Volkswagen Arena fasst 1886 Sitz- und 900 Stehplätze mit separatem Kiosk- und Toilettenbereich. Alle Plätze der Volkswagen Arena sind komplett überdacht.
Es sind insgesamt 31 Logen mit 332 Außensitzplätzen vorhanden. Außerdem werden 198 sogenannte Executive Seats, die in den Ehrenblock integriert sind, sowie 1.434 Business Seats mit direktem Zugang zur Gastronomie angeboten. Die Volkswagen Arena verfügt über eine 102 Quadratmeter große Skylounge oberhalb der Gegengerade, die 35 Sitzplätze umfasst. Diese bietet einen Blick über das gesamte Stadion, dort finden Veranstaltungen und auch Hochzeiten des Standesamts Wolfsburg statt. Oberhalb der Skylounge befindet sich der Leitstand, in dem zum Beispiel die Brandmeldeanlage und Anlagen der Polizei untergebracht sind.
Zu den Besonderheiten der Volkswagen Arena zählen Plätze für Personen mit Behinderung und deren Begleitung. Zuschauern mit eingeschränktem Sehvermögen stehen insgesamt zehn Plätze mit Kopfhörern zur Verfügung, die von einem Kommentator besprochen werden. Ferner gibt es 80 Plätze für Rollstuhlfahrer. Familien mit Kindern können in der Volkswagen Arena Plätze in einem separaten Bereich buchen. Der VfL Wolfsburg bietet außerdem zu allen Heimspielen im Stadion eine Kinderbetreuung an. Einen separaten Bereich gibt es auch für Jugendliche, die aufgrund ihrer Größe so das Spielfeld besser sehen können sollen.

### Technik
Bis zum Jahr 2017 bestand die Flutlichtanlage der Volkswagen Arena aus über 170 Elementen mit Lampen, die jeweils etwa 25 Kilogramm schwer waren. Sie waren alle unter dem Dach angebracht und kamen auf jeweils circa 1.500 Lux. Zum Pflichtspielauftakt im Jahr 2017 wurde im Stadion eine LED-Flutlichtanlage eingebaut, in die auch eine farbige Eventbeleuchtung integriert ist. Sie besteht aus 216 LED-Flutlichtscheinwerfern und zehn Moving-Heads. Die zugleich im Sommer 2017 neu installierte Beschallungsanlage besteht aus 147 Lautsprecherboxen sowie einem sogenannten „Monster-Cube“. Außerdem gibt es im Stadion zwei Videowände mit einer Fläche von 53 Quadratmetern. Das Spielfeld des Stadions besteht aus Hybridrasen. Dabei handelt es sich um Naturrasen, der mit Kunstfasern verstärkt wird, was die Witterungsbeständigkeit verbessert. Die Volkswagen Arena war das erste Bundesliga-Stadion, das so ein System einführte. Von Beginn an ist im Stadion eine Rasenheizung installiert, sodass man unabhängig von Eis und Schnee spielen kann.

### Kapelle
Seit 2015 verfügt die Arena über eine Kapelle, die Gläubigen aller Religionen offensteht. Neben der persönlichen Einkehr steht die Kapelle auch für Taufen und Eheschließungen zur Verfügung. Am 11. November 2015 erfolgte ihre Einweihung durch den evangelischen Landesbischof Ralf Meister und den katholischen Dechant Thomas Hoffmann. Auch ein Imam war zugegen. Das Kreuz der Kapelle ist ein Werk des Kunstschmiedes Pater Abraham Fischer, Prior der Abtei Königsmünster, und wurde der Kapelle am 19. März 2016 von Bischof Norbert Trelle übergeben.

## Eigentumsverhältnisse
Bauherr und Eigentümer der Volkswagen Arena ist ununterbrochen die Wolfsburg AG. 2002 wurde das Stadion an die VfL Wolfsburg-Fußball GmbH übergeben, die seitdem den operativen Betrieb verantwortet. 100 Prozent der Anteile am Unternehmen liegen bei der Volkswagen AG, die gleichzeitig Sponsor der Männer-, Frauen- und Nachwuchsmannschaften des VfL Wolfsburg ist. Das Engagement von Volkswagen für den VfL war schon vor dem Bau der Volkswagen Arena Gegenstand medialer Berichterstattung. Auch in den letzten Jahren wurde die Verbindung zwischen Konzern und Verein mehrfach thematisiert. Die Finanzierung der Volkswagen Arena wurde zu 45 % von der Stadt Wolfsburg übernommen und zu 55 % von der VfL Wolfsburg-Fußball GmbH. Die Norddeutsche Landesbank stellte für die Finanzierung des Anteils der VfL Wolfsburg-Fußball GmbH einen Kredit in Millionenhöhe bereit, der über einen Zeitraum von 29 Jahren zurückgezahlt wird.

## Länderspiele
Am 3. Juni 2006 trafen im Vorfeld der Fußball-Weltmeisterschaft 2006 die Nationalmannschaften von Polen und Kroatien aufeinander. Erstere gewann das Freundschaftsspiel mit 1:0 Toren. Die Volkswagen Arena war auch Spielort der Fußball-Weltmeisterschaft der Frauen 2011. Während des Turniers hieß das Stadion „Arena im Allerpark Wolfsburg“. Von den Betreibern wurde die zeitweise Umbenennung ausdrücklich begrüßt, da man so den Allerpark bekannter machen könne. Die deutsche Fußballnationalmannschaft der Frauen schied in Wolfsburg nach 0:1 Toren gegen die japanische Fußballnationalmannschaft der Frauen aus.

### Spiele der deutschen Fußballnationalmannschaft
Das erste Länderspiel der deutschen Fußballnationalmannschaft in der Volkswagen Arena wurde am 1. Juni 2003 ausgetragen. Sie gewann gegen die kanadische Fußballnationalmannschaft mit 4:1 Toren. Am 20. März 2019 kam es zum zweiten Spiel der Nationalmannschaft in Wolfsburg. Gegner war hierbei Serbien.
Die deutsche Fußballnationalmannschaft trat bisher zu folgenden Begegnungen im Stadion an:
|                                       |   |               |     |
| 1. Juni 2003, Freundschaftsspiel      |   |               |     |
| Deutschland                           | – | Kanada        | 4:1 |
| 20. März 2019, Freundschaftsspiel     |   |               |     |
| Deutschland                           | – | Serbien       | 1:1 |
| 11. November 2021, WM-Qualifikation   |   |               |     |
| Deutschland                           | – | Liechtenstein | 9:0 |
| 9. September 2023, Freundschaftsspiel |   |               |     |
| Deutschland                           | – | Japan         | 1:4 |